# Idalus delicata
Idalus delicata är en fjärilsart som beskrevs av Heinrich Benno Möschler 1886. Idalus delicata ingår i släktet Idalus och familjen björnspinnare. Inga underarter finns listade i Catalogue of Life.